# Stadio Varteks
Lo stadio Varteks (in croato Stadion Varteks) è il principale stadio di calcio di Varaždin, capoluogo della regione omonima in Croazia.

## Storia
Lo stadio viene costruito nel 1931 come campo per la neoformata squadra di casa (che negli anni, da "Slavija", cambia il nome in "Tekstilac" e poi in "Varteks"). Dopo il ridimensionamento del vecchio Varteks, l'impianto viene attualmente utilizzato dal nuovo Varteks (club fondato dai tifosi) e dal Varaždin (ora la prima squadra della città).
Lo stadio è composto da tre tribune, quella principale è l'unica coperta. La capienza non è chiara, ufficialmente è di 10.800 posti, ma secondo altre fonti scende a 9.099 o a 8.818.
Dall'indipendenza della Croazia dal 1991, occasionalmente lo stadio è stato utilizzato per gare ufficiali dalla Nazionale e della Under-21. In queste occasioni, ed anche per alcune competizioni UEFA per club, per le regole contro la pubblicità degli sponsor negli stadi, l'impianto viene chiamato Gradski Stadion ("Stadio cittadino").
Lo stadio si trova presso la sede della Varteks (società impegnata nella produzione di articoli tessili di moda, vendita al dettaglio di articoli tessili e produzione di tessuti) e dispone anche di un fan shop e di una caffetteria. La Varteks, oltre che a esserne lo sponsor, ha dato anche il nome alla squadra, fino alla crisi del 2010. Il direttore generale della Varteks Anđelko Herjavec, assunto nel 1994 dalla Levi's Croatia, è stato anche presidente dell'originale NK Varteks ed è stato membro del consiglio direttivo della Federazione calcistica croata. Dopo la sua morte in un incidente d'auto, nel 2001, lo Stadion Varteks è stato ribattezzato ufficiosamente Stadion Anđelko Herjavec dai fan dell'NK Varteks; questo nome appare ancora occasionalmente nella copertura mediatica.
Oltre ad essere stato per 6 volte sede di una delle due gare delle finali di Coppa di Croazia quando vi era protagonista la squadra di casa, lo Stadio Varteks ha ospitato la finale della Coppa di Croazia 2017 fra Rijeka e Dinamo Zagabria.

## Galleria d'immagini

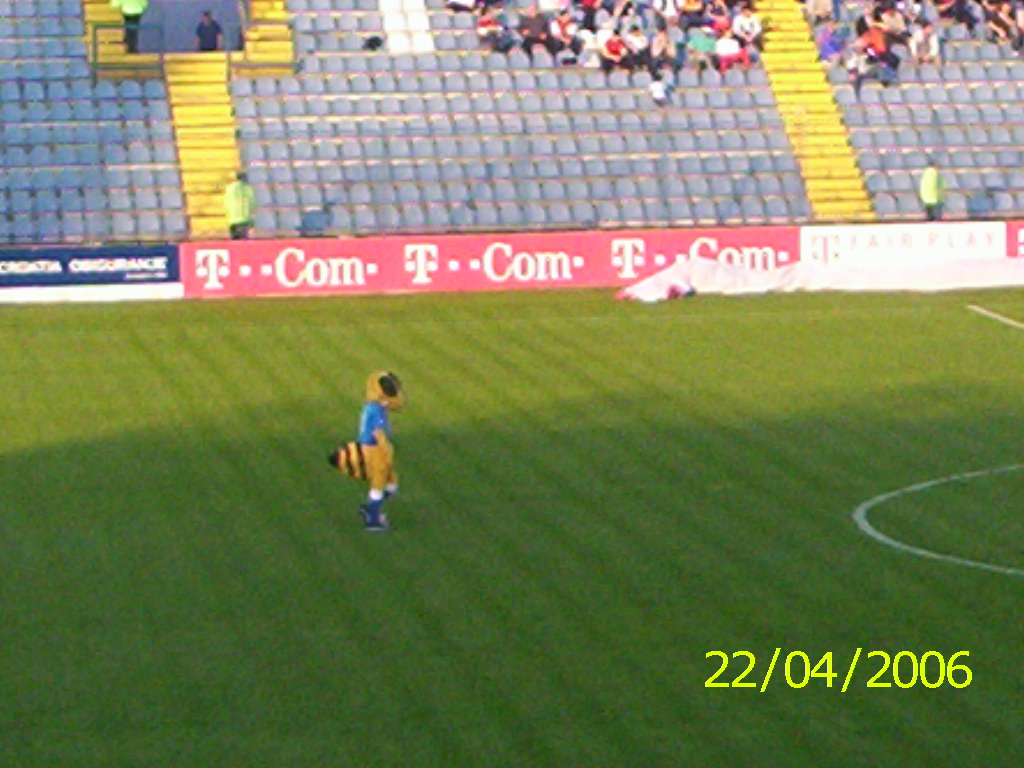
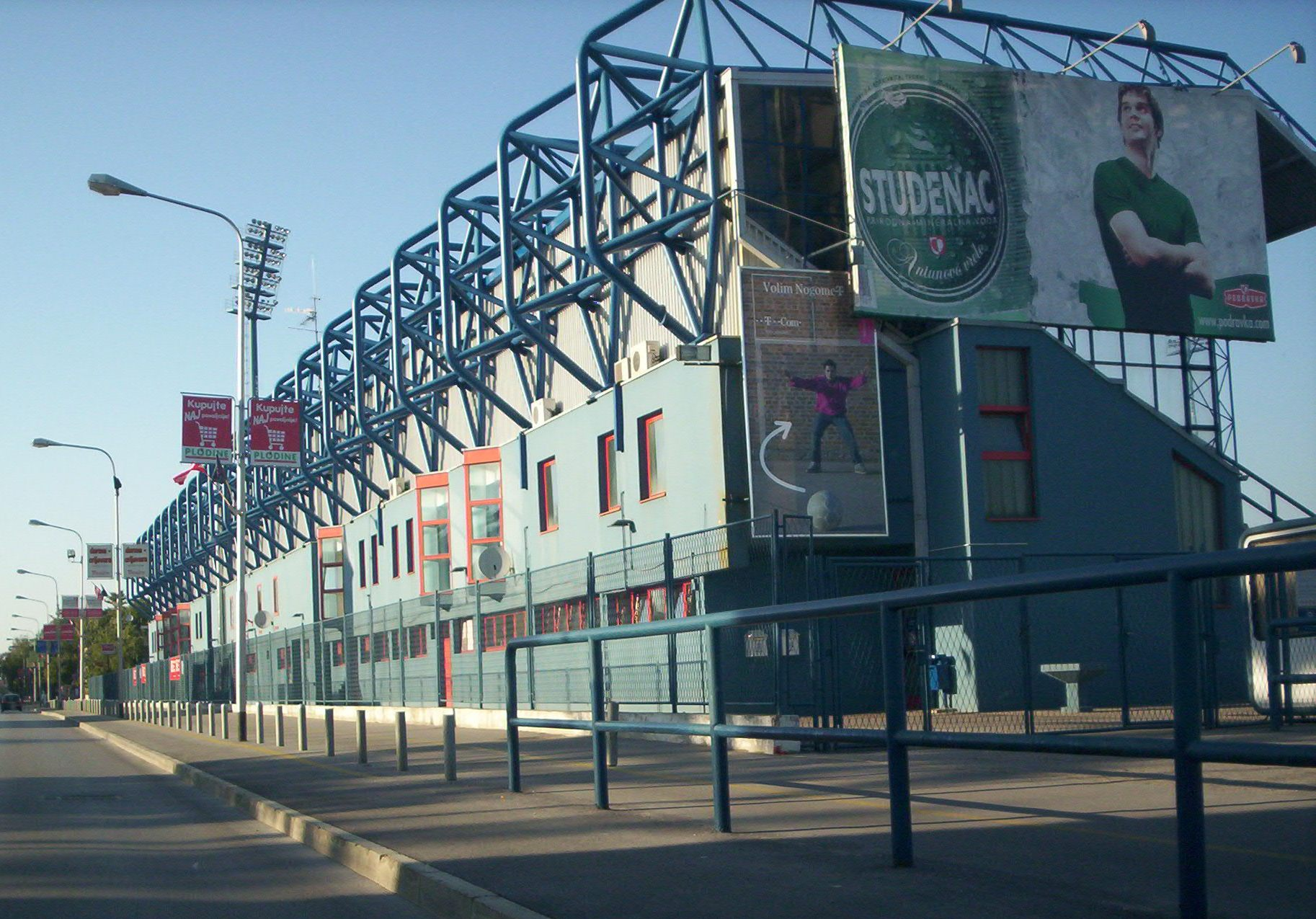
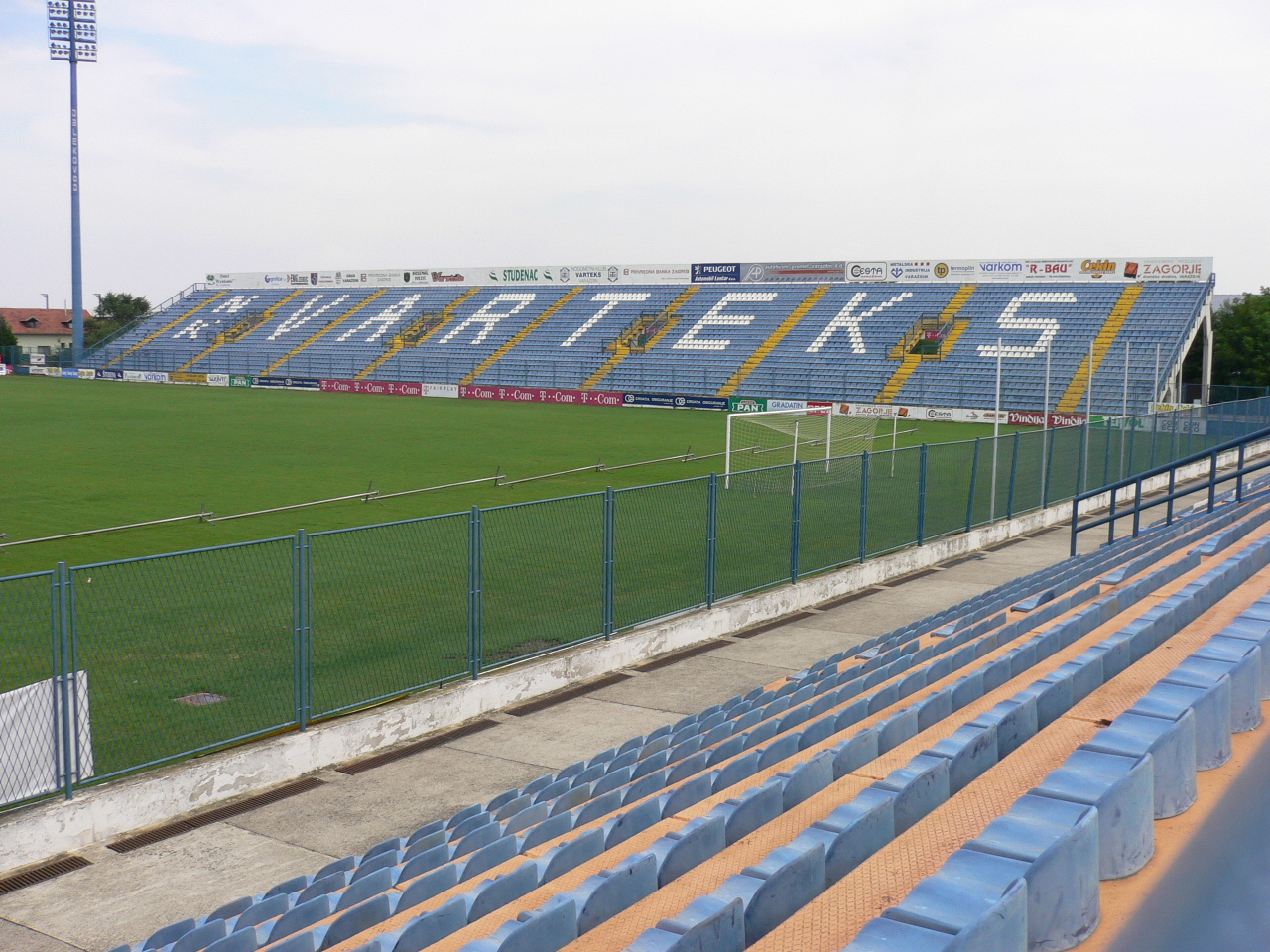
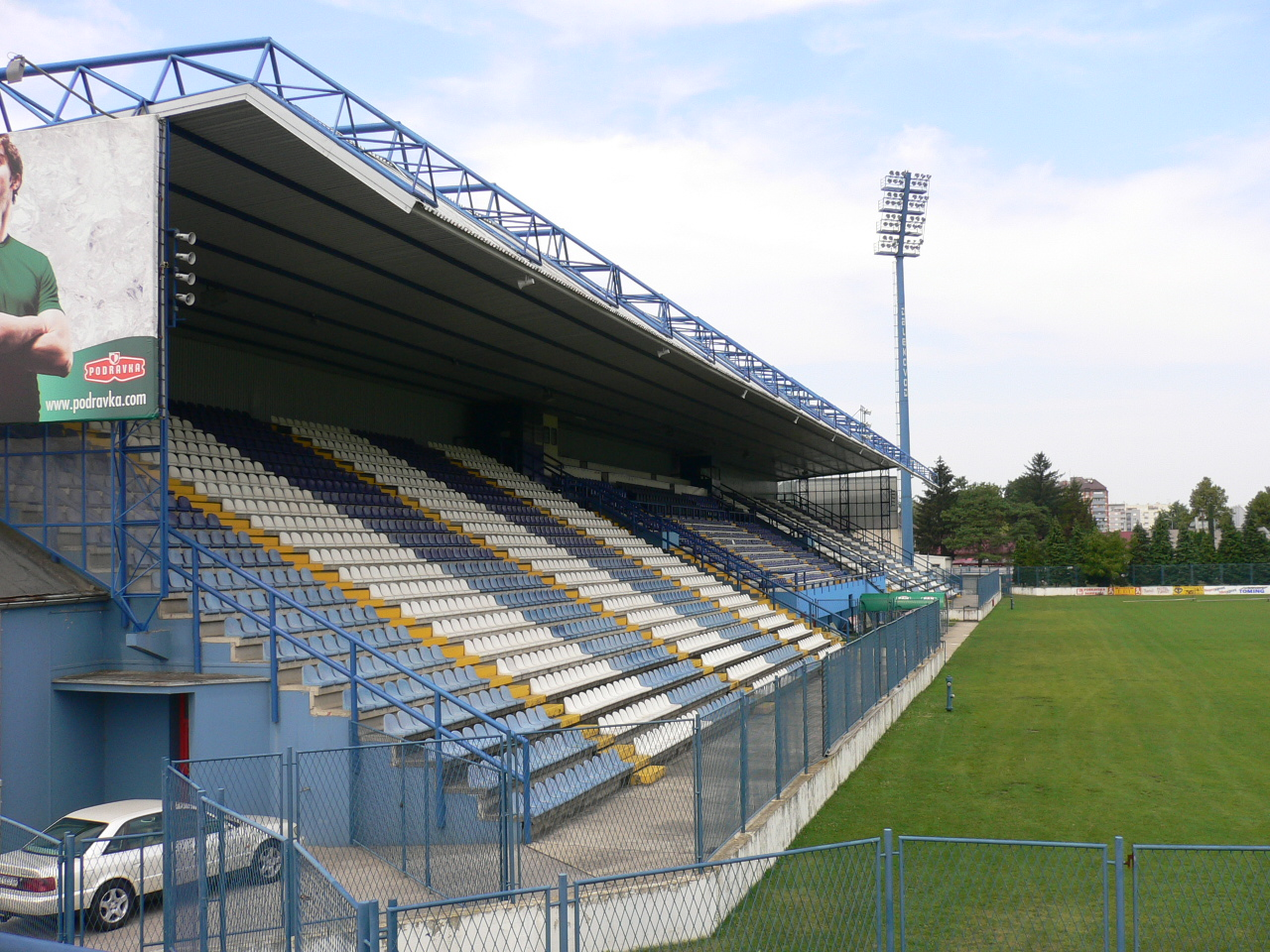
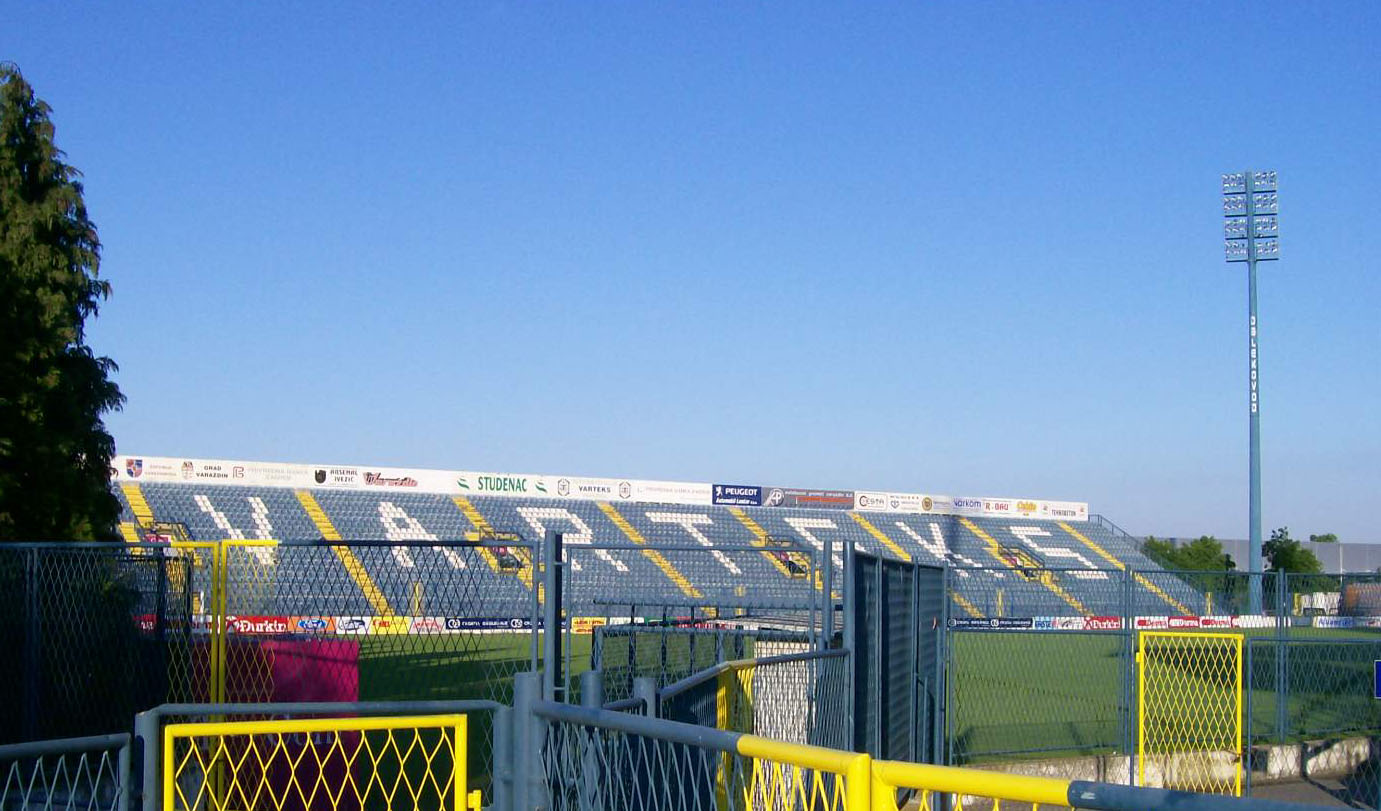

## Gare di rilievo

### Club
| Data           | Competizione                      | Squadre                              | Risultato |
| -------------- | --------------------------------- | ------------------------------------ | --------- |
| 1º maggio 1996 | Finale Coppa Croazia (andata)     | Varteks Varaždin vs. Dinamo Zagabria | 0–2       |
| 6 maggio 1998  | Finale Coppa Croazia (andata)     | Varteks Varaždin vs. Dinamo Zagabria | 0–1       |
| 1º maggio 2002 | Finale Coppa Croazia (ritorno)    | Varteks Varaždin vs. Dinamo Zagabria | 0–1       |
| 5 maggio 2004  | Finale Coppa Croazia (andata)     | Varteks Varaždin vs. Dinamo Zagabria | 1–1       |
| 3 maggio 2006  | Finale Coppa Croazia (ritorno)    | Varteks Varaždin vs. Rijeka          | 5–1       |
| 25 maggio 2011 | Finale Coppa Croazia (ritorno)    | Varteks Varaždin vs. Dinamo Zagabria | 1–3       |
| 31 maggio 2017 | Finale Coppa Croazia (gara unica) | Rijeka vs. Dinamo Zagabria           | 3–1       |

### Nazionali
| Data             | Competizione            | Squadre                          | Risultato |
| ---------------- | ----------------------- | -------------------------------- | --------- |
| 17 marzo 1993    | Amichevole              | Croazia U-21 vs. Slovenia U-21   | 1–1       |
| 2 settembre 1995 | Qualificazioni U-21     | Croazia U-21 vs. Estonia U-21    | 1–0       |
| 5 ottobre 1995   | Qualificazioni U-21     | Croazia U-21 vs. Italia U-21     | 2–2       |
| 26 marzo 1996    | Amichevole              | Croazia vs. Israele              | 2–0       |
| 28 marzo 2000    | Amichevole              | Croazia U-21 vs. Germania U-21   | 2–0       |
| 25 aprile 2001   | Amichevole              | Croazia vs. Grecia               | 2–2       |
| 2 giugno 2001    | Qualificazioni Mondiali | Croazia vs. San Marino           | 4–0       |
| 21 agosto 2002   | Amichevole              | Croazia vs. Galles               | 1–1       |
| 2 aprile 2003    | Qualificazioni Europei  | Croazia vs. Andorra              | 2–0       |
| 16 novembre 2003 | Qualificazioni U-21     | Croazia U-21 vs. Scozia U-21     | 2–0       |
| 18 agosto 2004   | Amichevole              | Croazia U-21 vs. Israele U-21    | 0–2       |
| 18 agosto 2004   | Amichevole              | Croazia vs. Israele              | 1–0       |
| 2 giugno 2007    | Qualificazioni U-21     | Croazia U-21 vs. Fær Øer U-21    | 2–0       |
| 5 settembre 2008 | Qualificazioni U-21     | Croazia U-21 vs. Albania U-21    | 4–0       |
| 9 settembre 2008 | Qualificazioni U-21     | Croazia U-21 vs. Italia U-21     | 1–1       |
| 27 marzo 2009    | Amichevole              | Croazia U-21 vs. Montenegro U-21 | 1–1       |
| 13 ottobre 2009  | Qualificazioni U-21     | Croazia U-21 vs. Serbia U-21     | 3–1       |
| 7 giugno 2015    | Amichevole              | Croazia vs. Gibilterra           | 4–0       |
| 11 giugno 2019   | Amichevole              | Croazia vs. Tunisia              | 1–2       |